# Брюнель, Алексис
Алексис Брюнель (фр. Alexys Brunel); (род. 10 октября 1998, Булонь-сюр-Мер) — французский профессиональный шоссейный велогонщик, выступающий за команду мирового тура «Groupama-FDJ».

## Достижения
2015
1-й Boucles de Seine-et-Marne (юниоры)
1-й La Philippe Gilbert Juniors
2-й  Чемпионат Франции — Групповая гонка (юниоры)
2-й  Чемпионат Франции — Индивидуальная гонка (юниоры)
10-й Чемпионат мира — Индивидуальная гонка (юниоры)
2016
1-й  Чемпион Европы Индивидуальная гонка (юниоры)
1-й Хроно Наций (юниоры)
1-й Гент — Вевельгем (юниоры)
1-й  Велогонка Мира (юниоры) — Горная классификация
2-й  Чемпионат Франции — Индивидуальная гонка (юниоры)
2-й La Philippe Gilbert Juniors
2017
1-й  Чемпион Франции — Индивидуальная гонка U23
6-й Париж — Рубе U23
9-й Чемпионат Европы — Индивидуальная гонка U23
2018
1-й  Чемпион Франции — Индивидуальная гонка U23
2-й  Чемпионат Франции — Групповая гонка U23
2-й Хроно Наций U23
3-й Льеж — Бастонь — Льеж U23
8-й Чемпионат Европы — Индивидуальная гонка U23
2019
1-й Париж — Тур U23
6-й Тур Бретани — Генеральная классификация
2020
3-й Этуаль де Бессеж — Генеральная классификация
1-й  — Молодёжная классификация
1-й — Этап 1